# Lee Jae-hyuk
Lee Jae-hyuk (kor. 이재혁; ur. 20 maja 1969) – były południowokoreański  bokser kategorii piórkowej i lekkiej, brązowy medalista letnich Igrzysk Olimpijskich w Seulu w kategorii piórkowej.